# Elisabeta Lipa
Elisabeta Lipa (rođena Oleniuc, 26. listopada 1964.) je rumunjska veslačica koja je prema broju olimpijskih medalja najuspješnija veslačica svih vremena. U svojoj karijeri osvojila je nevjerojatnih 5 zlatnih, dvije srebrne i jednu brončanu medalju u periodu između 1984. i 2004.
Lipa je debitirala na Igrama u Los Angelesu 1984 pobjedom u dvojcu na pariće, sa svega 19 godina. Svijet je s posebnom pažnjom ispratio ovaj nastup s obzirom na to da je Rumunjska bila jedna od rijetkih zemalja tzv. istočnog bloka koja je odbila bojkotirati Igre u LA-u kao što su to te godine učinili SSSR i većina ostalih članica Varšavskog pakta. Posljednje zlato u nizu je došlo na Igrama u Ateni 2004 u disciplini osmerca. Radi se o veslačici koja je jedina u povijesti veslanja bila olimpijska pobjednica u dvije najparadnije veslačke discipline: samcu i osmercu. Također, impresionira činjenica da je osvajala medalje u velikom broju disicplina, veslajući kako rimen discipline (gdje svaka veslačica ima samo jedno veslo) tako i skul (gdje svaka veslačica ima dva vesla) čime je demonstrirala svoju vrhunsku tehniku i svestranost.
Osim olimpijskih medalja, Lipa je i višestruki pobjednik Svjetskih prvenstava.
Zbog svega toga Elisabeta Lipa se općenito smatra najboljom veslačicom svih vremena, kao i jednom od najboljih sportaša u olimpijskoj povijesti uopće.

## Nastupi na Olimpijskim igrama
- OI 1984., zlato, dvojac na pariće (2x)
- OI 1988., srebro, dvojac na pariće (2x)
- OI 1988., bronca, četverac skul (4x)
- OI 1992., srebro,  dvojac na pariće (1x)
- OI 1992., zlato, samac (1x)
- OI 1996., zlato, osmerac (8+)
- OI 2000., zlato, osmerac (8+)
- OI 2004., zlato, osmerac (8+)